# ناحیه ایست ساید، شهرستان مایل لاک، مینه سوتا
ناحیه ایست ساید (به انگلیسی: East Side Township) یک منطقهٔ مسکونی در ایالات متحده آمریکا است که در شهرستان میل لاک واقع شده‌است.
 ناحیه ایست ساید ۹۸٫۸ کیلومتر مربع مساحت و ۶۲۰ نفر جمعیت دارد و ۳۸۴ متر بالاتر از سطح دریا واقع شده‌است.